# Recomposed by Max Richter : Vivaldi, the Four Seasons
Albums de Max Richter
Infra
(2010) Sleep
(2015)
Recomposed by Max Richter : Vivaldi, The Four Seasons est un album de musique néo-classique de Max Richter sorti en 2012. Il consiste en une recomposition complète des Quatre Saisons d'Antonio Vivaldi. La sortie date du 31 août 2012 par Universal Classics and Jazz (Allemagne), une filiale de Universal Music Group, et par Deutsche Grammophon. 
Recomposed by Max Richter est essentiellement un ensemble de quatre concertos pour violon, à l'image de l'œuvre originale de Vivaldi.
L’œuvre de Richter Recomposed fait partie de la catégorie des relectures. Il s'agit d'une vision personnelle de l’œuvre de Vivaldi, une réécriture de l’œuvre à partir de la partition revisitée dans le style post-minimaliste. Richter souhaite “ressusciter” les Quatre Saisons tout en rendant hommage à son compositeur. Certaines des pièces sont très proches de l’œuvre de Vivaldi, d’autres s’en éloignent beaucoup plus. 
En revanche,  les pistes Shadows qui figurent sur le disque sont, elles, des remixs.

## La Musique recomposée[2]
La "recomposition" musicale ("Rework" en anglais) est un terme apparu à l'époque du courant de la musique électronique, il s'agit en quelque sorte d'un "recyclage" de différents matériaux musicaux déjà existant dans le but d'incorporer le travail de l'autre au sien.  C'est aujourd'hui un procédé extrêmement connu qui peut prendre plusieurs formes : Citation , Emprunt, Reprise, Collage, Mash Up, Medley, Arrangement , remix…
Ce travail de recréation s'est majoritairement développé dans la deuxième moitié du XXe siècle avec beaucoup d’artistes qui se sont approprié le travail d’autrui en le modifiant via différents procédés (changement de style, réécriture par découpage, ajout d’éléments nouveaux, collage et transformations diverses). 
La musique composé s'appuie sur la technique du remix (transformation électronique d’une musique enregistrée), néanmoins, l'œuvre de Max Richter n'en est pas un. Recomposed n'est pas un remix mais une recomposition écrite.

## Représentations
Cet album figure au sein du programme du baccalauréat de l'option musique en 2019, au côté du standard de jazz Birdland. Il figure de nouveau au programme de l'option musique 2020, avec la 5e symphonie de Beethoven.
Max Richter a aussi participé à l'Orchestre de L'Arte Del Mondo (Rostock, 2013), où Recomposed by Max Richter : Vivaldi, The Four Seasons a été joué.
Il y avait : Daniel Hope : violon, direction - Max Richter : claviers/électronique
C'est aussi la musique du ballet Season's canon de la chorégraphe canadienne Crystal Pite donné à l'Opéra de Paris en 2018.